# Derichthys serpentinus
Derichthys serpentinus är en fiskart som beskrevs av Gill, 1884. Derichthys serpentinus ingår i släktet Derichthys och familjen Derichthyidae. IUCN kategoriserar arten globalt som livskraftig. Inga underarter finns listade i Catalogue of Life.